# Fégui
Fégui è un comune urbano del Mali facente parte del circondario di Kayes, nella regione omonima.
Il comune è composto dal solo abitato omonimo.